# ابوعلی دقاق
ابوعلی حسن بن محمد دقاق نیشابوری (اختصاراٌ دَقّاق یا دَقّاق نیشابوری) (به عربی: أبو علی الحسن بن علی الدقاق النیسابوری) از صوفیان و عارفان ایرانی در سده چهارم و اوایل سده پنجم هجری بود.
پدرش آردفروشی از اهل نیشابور بود؛ به همین سبب او را دقاق می‌گفتند. مولد و موطن ابوعلی را نیشابور نوشته‌اند.
وی در تصوف شاگرد و مرید ابوالقاسم ابراهیم نصرآبادی بود، از این رو نسب عرفانی اش به جنید و از طریق او به تابعین می‌رسد. خود در این‌باره می‌گوید: «این طریق را از نصرآبادی گرفتم و او از شبلی و او از جنید و او از سری سقطی و او از داود طایی و او از معروف کرخی و او از تابعین.» ابوعلی شاگردان مشهوری مانند ابوالقاسم قشیری، ابوالمظفر محمدبن اسماعیل شجاعی و ابوبکر صیرفی داشت.
دقاق را از صاحبان تألیف در این دوره دانسته و این آثار را به وی نسبت داده‌اند: تاویل بعضی آیات قرآن، زهد، خلافت و مواعظ که بر سیصد و شصت مجلس مشتمل بود.
لازم به توضیح است مقبره شیخ ابوعلی دقاق در روستایی بلیان و در کنار مقبره شیخ عبدالله بلیانی در جنوب شرقی شهرستان کازرون در استان فارس قرار دارد، این روستا به نام مبارک ایشان نامیده شده بنام روستای بابا علی «بوعلی» و زیارتگاه مردم منطقه می باشد
سخنان شیخ ابوعلی دقاق
در این مجموعه برخی از سخنان زیبای این عارف شوریده را از زبان عارف بزرگ و نامی ایران شیخ فریدالدین عطار نیشابوری که در کتاب تذکرة‌الاولیاء ذکر شده است، بیان می‌کنیم:
- و گفت: عقل را دلالت و حکمت را اشارت و معرفت را شهادت.
- و گفت: توحید نظرکردن است در اشیاء بعین عدم.
- و گفت: هر که جان خود را جاروب در معشوق نمی‌کند او عاشق نیست.
- و گفت: شادی طلب تمام‌تر از شادی وجدان از بهر آنکه شادی وجدان را خطر زوالست و در طلب امید وصال.
- و گفت: دیدار در دنیا باسرار بود و در آخرت بابصار.
- و گفت: جهد توانگران بمالست و جهد درویشان بجان.
- و گفت: صاحب معرفت باش به خدای تا همیشه شاد باشی.
- و گفت: مادام که بنده صاحب توحید است حال او نیکوست از جهت آنکه شفیع اعظم توحید است و هرکه توحید ندارد کسی شفاعت او نکند و آنکه صاحب توحید نبود لامحاله که روزی آمرزیده شود.
- و گفت: فراغت ملک است که آنرا غایب نیست.
- و گفت: از آب و گل چه آید جز خطا و از خدا چه آید جز عطا.
- و گفت: عارف همچون مردیست که بر شیر نشیند همه کس ازو ترسند و او از همه کس بیش ترسد.

## گفتاوردهای مشهور ابوعلی دقاق
الساکتُ عن الحق شیطانٌ أخرسُ

## جستارهای پیوسته
- مشاهیر نیشابوری در ویکی‌پدیای عربی